# Hypocala hillii
Hypocala hillii là một loài bướm đêm trong họ Noctuidae.